# バルダスキャン郡
バルダスキャン郡（ペルシア語: شهرستان بردسکن、英表記:Bardaskan County）は、イランラザヴィー・ホラーサーン州の一郡である。州都はマシュハド。2006年の国勢調査では、18,229家族が居住し人口は68,392人である。郡内にはバルダスキャン、Anabad、Shahrabadの3市がある。
唯一の高等教育機関として2000年に創立したイスラーム自由大学（アザード大学）がある。郡内の産物として、サフラン、ピスタチオ, イチジクがある。

## 地理・気候・産業
バルダスキャン郡はカヴィール砂漠の北側に位置し、面積8,535km2、標高は985mである。
郡北部は寒冷地だが中部から南部にかけては準乾燥地帯となる。年間降雨量は150mmで、夏場の最高気温は45ºcに達するが冬場の最低気温は-5ºcである。季節的に河川が生ずることはあるが、恒常的な河川はない。
主な産業は農業と畜産業。農作物として小麦、大麦、綿種子、サフラン、ピスタチオ、イチジク、ザクロなどがある。

## 観光スポット
- Aliabad Tower（英語版）
- Firuzabad Tower（英語版）
- Seyyed Bagher Ab anbar（英語版）